# Dismorfogenesi tiroidea
La dismorfogenesi tiroidea (o gozzo dismorfogenico) è una condizione rara causata da difetti genetici nella sintesi degli ormoni tiroidei.
I pazienti sviluppano ipotiroidismo con gozzo.

## Tipologie
Una particolare forma familiare è associata a sordità neurosensoriale (sindrome di Pendred).
Il progetto Mendelian Inheritance in Man (OMIM) include quanto segue:
| Tipo    | OMIM             | Gene    |
| ------- | ---------------- | ------- |
| Tipo 1  | 274400           | SLC5A5  |
| Tipo 2A | 274500           | TPO     |
| Tipo 2B | 274600 (Pendred) | SLC26A4 |
| Tipo 3  | 274700           | ?       |
| Tipo 4  | 2745800          | IYD     |
| Tipo 5  | 274900           | ?       |
| Tipo 6  | 607200           | DUOX2   |